# No wave
No wave je hudební a umělecký směr, který vznikl v sedmdesátých letech 20. století v New Yorku a postupně se vytratil během následujících osmdesátých let. Pojmenování no wave (doslova „Žádná vlna“) označuje jakýsi protějšek proudu new wave („nová vlna“). Typickými představiteli no wave může být mnohostranná umělkyně Lydia Lunch či americká rocková kapela Sonic Youth.

## Kapely
- Glenn Branca
- The Static
- DNA
- James Chance & The Contortions
- Lydia Lunch
- Teenage Jesus & the Jerks
- 8-Eyed Spy
- Bush Tetras
- Come On
- Dark Day
- Friction
- Futants
- Judy Nylon
- Marc Ribot
- Mars
- Model Citizens
- Raybeats
- Red Transistor
- Rhys Chatham
- Sharon Cheslow
- Sick Dick and the Volkswagens
- Sonic Youth
- Suicide
- Swans
- Theoretical Girls
- Toy Killers
- Ut
- Von Lmo
- Yeah Yeah Yeah's
- OZW

## Documentary
- Kill Your Idols, Scott Crary, 2004